# Paul Uschdraweit
Paul Uschdraweit (* 1. Dezember 1891 in Groß Schorellen bei Pillkallen; † 5. März 1966 in Blomberg/Lippe) war ein deutscher Landrat.

## Leben
Uschdraweit nahm als Leutnant der Reserve am Ersten Weltkrieg teil. Von 1919 bis 1923 war er Mitglied der Deutschnationalen Volkspartei DNVP und Mitglied im Stahlhelm, Bund der Frontsoldaten von 1925 bis 1931. Er trat am 1. Dezember 1931 der NSDAP (Mitgliedsnummer 893.655) bei.
1936 wurde er zum kommissarischen Landrat im Kreis Pillkallen ernannt und war bis 1937 im Amt. Er wurde 1937 Landrat im Kreis Darkehmen (1938 umbenannt in Landkreis Angerapp), wo er bis zum Ende des Zweiten Weltkrieges amtierte.
1939 war er als Landkommissar in Pułtusk (dt. Pultusk, 1941–1944 Ostenburg) eingesetzt, dem zukünftigen Landkreis Ostenburg, im von Polen annektierten Regierungsbezirk Zichenau.
Heinz Schön, Wilhelm Gustloff-Überlebender und Fachschriftsteller, der als Zahlmeisteranwärter zur Besatzung gehörte, berichtet, dass er am Abend vor der Versenkung des Schiffes an Bord dem Landrat Uschdraweit aus Angerapp begegnet sei und mit ihm ein längeres Gespräch geführt habe. Obwohl Uschdraweit nach der Versenkung der „Wilhelm Gustloff“ auf keiner der von Schön angeführten Listen von Überlebenden aufgeführt worden war, hatte er trotzdem die Versenkung überlebt. Nach dem Krieg lebte er in Lippe, wo er nach langem Leiden am 5. März 1966 in Blomberg starb.